# Hygrophila pobeguinii
Hygrophila pobeguinii é uma espécie de planta com flor pertencente à família Acanthaceae.
A autoridade científica da espécie é Benoist, tendo sido publicada em Notulae Systematicae. Herbier du Museum de Paris 2: 339. 1913.

## Moçambique
Trata-se de uma espécie presente no território moçambicano, nomeadamente em Niassa, Zambézia, Tete, Manica e Sofala (regiões como estão definidas na obra Flora Zambesiaca).
Em termos de naturalidade trata-se de uma espécie nativa.